# NGC 7315
NGC 7315 је лентикуларна галаксија у сазвежђу Пегаз која се налази на NGC листи објеката дубоког неба.
Деклинација објекта је + 34° 48' 14" а ректасцензија 22h 35m 31,6s. Привидна величина (магнитуда) објекта NGC 7315 износи 12,7 а фотографска магнитуда 13,7. NGC 7315 је још познат и под ознакама UGC 12097, MCG 6-49-37, CGCG 514-59, NPM1G +34.0447, PGC 69241.